# Coenosia diaphana
Coenosia diaphana är en tvåvingeart som beskrevs av Stein 1911. Coenosia diaphana ingår i släktet Coenosia och familjen husflugor.
Artens utbredningsområde är Peru. Inga underarter finns listade i Catalogue of Life.